# 최이샘
최이샘(개명전 이름: 최은실, 1994년 8월 17일 ~ )은 대한민국의 농구 선수이다. 한국여자프로농구 (WKBL) 인천 신한은행 에스버드에서 뛰고 있으며, 포지션은 포워드이다.

## 경력
2012년 10월 열린 2013 WKBL 신입선수 선발회에서 1라운드 2순위 (전체 2순위)로 춘천 우리은행 한새에 지명되었다. 2018년에는 처음 국가대표팀에 발탁되었다.
2023-2024 시즌 종료 후 FA 얻어 인천 신한은행 에스버드 유니폼을 갈아입게 되었다.

## 수상

### 국가대표팀
- 2018년 아시안 게임 농구 여자 –  은메달

### WKBL
- WKBL MIP (2017)
- WKBL 식스우먼상: 2017
- WKBL 2점 야투상: 2019

## 기록
|  | 리그 1위 기록 |

| 시즌    | 팀       | G  | MPG   | 2P%  | 3P%  | FT%  | RPG  | APG  | SPG  | BPG  | PPG  |
| ------- | -------- | -- | ----- | ---- | ---- | ---- | ---- | ---- | ---- | ---- | ---- |
| 2013-14 | 우리은행 | 4  | 02:01 | 0.0  | 0.0  | 0.0  | 0.25 | 0.00 | 0.00 | 0.25 | 0.00 |
| 2015-16 | 우리은행 | 8  | 08:32 | 29.4 | 0.0  | 0.0  | 2.50 | 0.63 | 0.13 | 0.13 | 1.25 |
| 2016-17 | 우리은행 | 34 | 20:47 | 45.0 | 38.2 | 65.2 | 3.44 | 0.47 | 0.56 | 0.41 | 6.09 |
| 2017-18 | 우리은행 | 34 | 17:05 | 46.0 | 29.5 | 82.4 | 3.29 | 0.38 | 0.38 | 0.26 | 4.35 |
| 2018-19 | 우리은행 | 35 | 28:00 | 56.4 | 37.6 | 74.2 | 4.54 | 1.09 | 0.77 | 0.40 | 8.94 |
| 2019-20 | 우리은행 | 23 | 18:48 | 48.7 | 28.3 | 93.3 | 3.26 | 0.91 | 0.48 | 0.22 | 5.61 |